# キミがくれたKISEKI
「キミがくれたKISEKI」（きみがくれたキセキ）は、Pileの2枚目のシングル。2015年4月22日にColourful Recordsから発売された。

## 楽曲
表題曲「キミがくれたKISEKI」は、テレビアニメ『デュエル・マスターズ VSR』のエンディングテーマに起用された。
初回限定盤（VIZL-821）、生産限定アニメ盤（VIZL-822）、アニメ通常盤（VICL-37044）と通常盤（VICL-37043）の4種類がリリースされた。初回限定盤にはミュージックビデオ「キミがくれたKISEKI<Music Video> 」と「Black Butterfly<Music Video short ver.>」が付属。また、初回限定盤には中川翔子の「空色デイズ」をカバーした曲がカップリング曲になっている。生産限定アニメ盤・アニメ通常盤は描き下ろしアニメジャケット仕様となっており、収録曲のオフヴォーカルは収録されていない。
初回限定盤の空色デイズカバーから、中川翔子とお互いのライブやイベントにゲストとして参加したり、共演するなどのコラボ活動を行った。

## シングル収録内容
| 全編曲: 長田直之。 |                                   |           |           |       |
| #                  | タイトル                          | 作詞      | 作曲      | 時間  |
| 1.                 | 「キミがくれたKISEKI」            | 安田尊行  | しほり    | 4:06  |
| 2.                 | 「空色デイズ」                    | meg rock  | 斎藤真也  | 4:17  |
| 3.                 | 「キミがくれたKISEKI<off vocal>」 |           |           | 4:05  |
| 4.                 | 「空色デイズ<off vocal>」         |           |           | 4:14  |
| 合計時間:          | 合計時間:                         | 合計時間: | 合計時間: | 16:42 |

| #         | タイトル                             | 作詞      | 作曲             | 時間  |
| --------- | ------------------------------------ | --------- | ---------------- | ----- |
| 1.        | 「キミがくれたKISEKI」               | 安田尊行  | しほり           | 4:05  |
| 2.        | 「Sweet My Song」                    | 安田尊行  | サイトウヨシヒロ | 4:12  |
| 3.        | 「キミがくれたKISEKI ＜off vocal＞」 |           |                  | 4:05  |
| 4.        | 「Sweet My Song ＜off vocal＞」      |           |                  | 4:09  |
| 合計時間: | 合計時間:                            | 合計時間: | 合計時間:        | 16:32 |

| #         | タイトル               | 作詞      | 作曲             | 時間 |
| --------- | ---------------------- | --------- | ---------------- | ---- |
| 1.        | 「キミがくれたKISEKI」 | 安田尊行  | しほり           | 4:05 |
| 2.        | 「Sweet My Song」      | 安田尊行  | サイトウヨシヒロ | 4:09 |
| 合計時間: | 合計時間:              | 合計時間: | 合計時間:        | 8:14 |

| #  | タイトル                                    | 作詞 | 作曲・編曲 | 時間 |
| -- | ------------------------------------------- | ---- | ---------- | ---- |
| 1. | 「キミがくれたKISEKI<Music Video>」         |      |            | 4:05 |
| 2. | 「Black Butterfly<Music Video short ver.>」 |      |            | 4:00 |

## チャート
| チャート（2014年） | 最高位 |
| ------------------ | ------ |
| オリコン週間       | 15     |